# Jaume Giró
Jaume Giró Ribas (Badalona, 1964) es un político, periodista y empresario español. Fue consejero de Economía y Hacienda de la Generalidad de Cataluña entre mayo de 2021 y octubre de 2022. Anteriormente fue editor del diario digital The New Barcelona Post y presidente de Giró Consultants. Giró fue director general de la Fundación Bancaria "la Caixa" entre los años 2014 y 2019 tras ocupar el puesto de director ejecutivo en CaixaBank en 2009. Fue director general de Comunicación y Gabinete de Presidencia de Gas Natural y con posterioridad de Repsol, presidente de Petrocat y consejero de Petronor.

## Biografía
Giró nació en Badalona, España, en 1964. Se graduó en Ciencias de la Información en la Universidad de Navarra y en Administración y Dirección de Empresas en 1993 por ESADE Escuela de Negocios. Durante su época universitaria, trabajó en el departamento de Opinión Pública, con el catedrático José Luis Dader, colaboró con el diario La Vanguardia y el Diario de Navarra y más adelante, en 1987, se incorporó a la agencia de noticias Europa Press como redactor, donde fue responsable de la Sección de Economía en Barcelona.

## Trayectoria profesional
En 1990, Giró se incorporó a Catalana de Gas como jefe de comunicación. En 1991 comenzó a desempeñarse como director de Relaciones Externas de Gas Natural SDG, la empresa resultante de la fusión entre Catalana de Gas y Gas Madrid. En 1994, se convirtió en director corporativo de las relaciones externas de la reciente empresa Grupo Gas Natural, y se incorporó al Comité de Dirección con 32 años.
En 2004, tras 14 años en el grupo Gas Natural, Giró fue nombrado director general de comunicación y gabinete de presidencia en Repsol YPF. De 2007 a 2010, ocupó el puesto de presidente de Petrocat y de Consejero de Petronor. De 2004 a 2009, Jaume Giró fue director generaL de relaciones externas y gabinete de presidencia Repsol, y miembro de su comité ejecutivo de dirección. En este período fue también consejero de Petronor y presidente de la empresa Petrocat (entre 2007 y 2009).
En 2009, se unió al Grupo "la Caixa" -grupo propietario del 60% de CaixaBank- como director ejecutivo en las áreas de Comunicación, Marca, Patrocinios y Relaciones Institucionales y posteriormente como director general adjunto de CaixaBank. Tras esta primera etapa en la entidad, Giró fue nombrado director general de la Fundación Bancaria “la Caixa“, cargo que ejerció hasta 2019 cuando concluyó el Plan Estratégico de "la Caixa" en 2016-2019. Durante sus dos últimos años en la fundación, también fue miembro de la Comisión de Estrategia de CriteriaCaixa, brazo inversor de la misma y cuyo objetivo es la definición de líneas estratégicas y la evaluación de proyectos e inversiones.
En 2020 fundó Giró Consultants, consultoría de comunicación y reputación de marca. También asumió el cargo de editor en The New Barcelona Post, periódico en línea que, bajo el lema “Good News, True Stories”, busca impulsar la marca Barcelona dando visibilidad al talento de la ciudad.      
En el mismo año, Giró se integró como vicepresidente en la candidatura de Joan Laporta, expresidente del Fútbol Club Barcelona y candidato a las elecciones blaugranas de 2021.
Tras su nombramiento como Conseller d'Economia el 26 de mayo de 2021, Giró vendió las acciones de su firma, Giró Consultants, a dos de sus empleados, Sergi Saborit y Patricia Madrigal.
Giró ha participado activamente en entidades de la sociedad civil catalana.  Ha sido presidente del foro de debate Barcelona Tribuna y vicepresidente de la junta directiva de la Societat Econòmica Barcelonesa d'Amics del País (SEBAP). Asimismo, desde febrero de 2017 presidió el Consejo de Mecenazgo de la Fundación Gran Teatre del Liceu y fue vicepresidente de la Asociación de Directivos de Comunicación (DIRCOM), y promotor de la creación de esta organización en Cataluña. También fue presidente de Corporate Excellence.